# Magic 1548
Magic 1548 es una estación de radio local en el área de Liverpool, Inglaterra, Reino Unido, en la frecuencia 1548 AM. Magic es una estación hermana de Radio City, con la cual comparte estudios St. John's Bacon en el centro de la ciudad de Liverpool.